# Tord Filipsson
Tord Ingemar Filipsson (Floda, Västra Götaland, 7 de maig de 1950) és un ciclista suec, ja retirat, que competí durant la dècada de 1970. Del seu palmarès destaquen les medalles al Campionat del Món de contrarellotge per equips i diferents campionats nacionals. Va participar en dues edicions dels Jocs Olímpics, el 1972 i 1976.

## Palmarès
- 1970
  -  Campió de Suècia en contrarellotge per equips
- 1971
  - Vencedor d'una etapa de la Milk Race
- 1972
  -  Campió de Suècia en contrarellotge per equips
  - Vencedor d'una etapa de la Milk Race
- 1974
  -  Campió del món en contrarellotge per equips (amb Lennart Fagerlund, Bernt Johansson i Sven-Åke Nilsson)
  -  Campió de Suècia en contrarellotge
- 1975
  -  Campió de Suècia en contrarellotge
  - Vencedor d'una etapa del Tour de Bohèmia
- 1976
  -  Campió de Suècia en contrarellotge
  - 1r al Gran Premi de les Nacions amateur
- 1977
  -  Campió de Suècia en contrarellotge